# Marc Chagall
Marc Chagall, geboren als Movsja Zacharovitsj Sjagal (Russisch: Мовша Захарович Шагал, Hebreeuws: סג"ל of משה שאַגאַל) (Vitebsk, 6 juli 1887 – Saint-Paul-de-Vence, 28 maart 1985) was een Frans kunstschilder van Joods-Russische afkomst.

## Levensloop
Chagall werd op 6 juli 1887 geboren als Movsja Sjagal in een deel van het Keizerrijk Rusland, het latere Wit-Rusland. Later veranderde hij zijn naam in het meer Franse Marc Chagall. Hij was de zoon van een eenvoudig haringhandelaar en de oudste van negen kinderen. Het gezin was chassidisch joods. Deze arme maar gelukkige periode in Chagalls leven keert talloze malen terug in zijn werk. 
Nadat hij op de basisschool kennis had gemaakt met tekenen, kreeg hij vanaf 1906 schilderlessen van de lokale kunstenaar Joeri Pen. Zijn moeder stimuleerde zijn kunstzinnige ambities en een paar maanden later, in 1907, vertrok hij naar Sint-Petersburg om daar te studeren aan de kunstacademie onder leiding van Nikolai Roerich. In de periode 1908–1910 studeerde hij onder leiding van Léon Bakst aan de Kunstacademie Zvantsevas. Bakst stond aan het begin van een carrière als decorontwerper.
Voor Chagall werd dit een moeilijke periode. Joodse burgers konden alleen in Sint-Petersburg wonen met vergunning en hij bracht korte tijd in de gevangenis door. Toch bleef hij in Sint-Petersburg tot 1910, al bezocht hij zijn geboorteplaats Vitebsk met grote regelmaat. Daar ontmoette hij in 1909 zijn toekomstige vrouw Bella Rosenfeld.

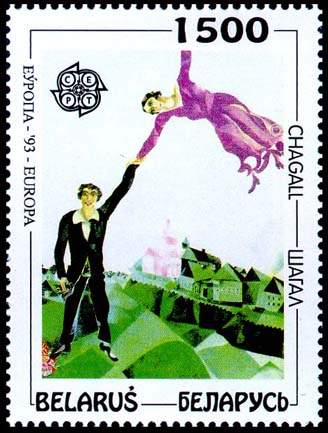
De wandeling, 1917, gereproduceerd op een Wit-Russische postzegel, 1993.

In 1910 verhuisde Chagall naar Parijs. Na anderhalf jaar door te hebben gebracht op kamers in Montparnasse, verhuisde hij naar La Ruche, een ateliercomplex aan de rand van de stad waar kunstenaars woonden. Hij raakte bevriend met een aantal avant-gardistische dichters en jonge kunstenaars onder wie Guillaume Apollinaire, Robert Delaunay en Fernand Léger. Deze periode wordt vaak zijn beste periode genoemd met werken als I and the Village (Ik en het Dorp), dat deel uitmaakt van de collectie van het Museum of Modern Art in New York. Dit werk is qua vorm een mengelmoes van expressionisme en kubisme.
In Parijs nam Chagall deel aan de tentoonstelling van de Salon des Indépendants en de Salon d'Automne. Zijn eerste belangrijke solotentoonstelling vond plaats in Galerie Der Sturm te Berlijn in 1914. Na het uitbreken van de Eerste Wereldoorlog keerde Marc Chagall terug naar Rusland, waar hij deelnam aan exposities in Sint-Petersburg en Moskou. Een jaar later trouwde hij zijn verloofde Bella. Met haar kreeg hij in 1916 een dochter, Ida.
Zijn aanvankelijke enthousiasme over de Russische Revolutie van 1917 leidde ertoe dat Chagall besloot politiek actief te worden en zich in te zetten voor de kunst en kunstenaars. Door het Sovjet-ministerie van cultuur werd hij benoemd tot commissaris van kunst in de regio Vitebsk, waar hij ambitieuze plannen maakte voor een kunstacademie en een museum. Maar na tweeënhalf jaar onenigheid en discussie werd hij moe van het politieke en culturele klimaat en verhuisde hij naar Moskou, waar Joden zich vrij konden vestigen. Van 1919 tot 1922 was hij artistiek directeur van het Joods Staatstheater te Moskou. Hier maakte hij verschillende muurschilderingen voor de lobby alsmede decors voor de voorstellingen.
In 1922 verlieten Chagall en zijn familie Rusland voorgoed. Aanvankelijk naar Berlijn maar ze reisden spoedig door naar Parijs, waar hij zich in 1923 weer – dit keer met zijn familie – vestigde. In 1927 illustreerde hij de fabelbundel van Jean de La Fontaine, waarvan in 2003 een heruitgave in boekvorm is verschenen. Hij maakte reizen naar het Mandaatgebied Palestina (1931) en Polen (1935) en werkte tot de Tweede Wereldoorlog aan zijn Bijbelillustraties.
In 1937 verwierf Chagall het Franse staatsburgerschap. Vanwege de Duitse bezetting van Frankrijk tijdens de Tweede Wereldoorlog en de vervolging van Joden, vluchtte Chagall. De Amerikaanse journalist Varian Fry hielp hem ontsnappen uit Frankrijk. Via Spanje en Portugal kwam Chagall met zijn familie in 1941 aan in de Verenigde Staten van Amerika waar hij zich vestigde in New York.
Op 2 september 1944 stierf zijn vrouw Bella na een ziekte. Twee jaar later, in 1946, keerde Chagall terug naar Europa. In Europa werd de kunstenaar geëerd met tentoonstellingen in Parijs, Londen en Amsterdam. In 1950 vestigde hij zich in Saint-Paul-de-Vence.
In 1952 hertrouwde Chagall met Valentina Brodsky. Hij reisde verscheidene malen naar Griekenland en in 1957 naar Israël. Hier maakte hij in 1960 een serie ramen voor de synagoge van het Hadassah Universitair Medisch Centrum in Jeruzalem alsmede een serie muurschilderingen voor het nieuwe parlement, de Knesset, in 1966. In 1973 opende het Musée National Message Biblique Marc Chagall in Nice, Frankrijk, om honderden van zijn Bijbelse scènes te huisvesten.
Chagall stierf in 1985 op 97-jarige leeftijd in Saint-Paul-de-Vence, Frankrijk.
Het museum in Vitebsk, naar hem vernoemd, opende in 1997 in het huis waar hij met zijn familie leefde, in de Pokrovskaiastraat op nummer 29. Wrang genoeg was hij tot zijn dood, voor de val van de Sovjet-Unie, een persona non grata in zijn vaderland. 

## Werk

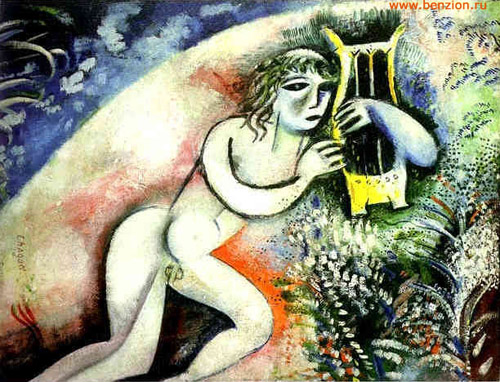
Orpheus, 1914–1915.

Zijn werk wordt vaak geassocieerd met het surrealisme. Maar eigenlijk valt zijn werk onder verschillende stromingen al maakt het nergens helemaal deel van uit. Chagall heeft een hele eigen stijl die dromerig aan doet. Hij haalde zijn inspiratie uit de Russische volkskunst en het volksleven, zijn herinneringen aan zijn jeugd en de rol van het Jodendom hierin. Hij combineerde elementen hiervan met onder andere de moderne stijlen die hij uit Parijs kende. Zijn werk laat sporen van het expressionisme, kubisme en fauvisme zien. Tevens beeldde hij met grote regelmaat Bijbelscènes af.
Zijn jeugd is een terugkerend thema in zijn werk. De rabbi's, geitjes en muzikanten die in zijn schilderijen figureren, vinden daar hun oorsprong. Chagalls werk is zeer uitbundig van kleur. Picasso zei eens over hem 'de enige kunstenaar die nog weet wat kleur is'.
Een rationele analyse van zijn werk wees Chagall af, schilderen was voor hem een intuïtief proces.

## Glas en keramiek
Hoewel hij zich, evenals Picasso, pas op betrekkelijk hoge leeftijd de keramiekkunst eigen maakte, geldt het keramisch werk van Chagall als een hoogtepunt in de hedendaagse keramiek. Het getuigt van dezelfde energie en levenslust als zijn experimenten met schilderen decennia eerder. Ook wist hij zich in de traditie te vestigen, maar deze tegelijkertijd te vernieuwen.
In de jaren zestig, Chagall was toen al ongeveer zeventig jaar oud, leerde hij zich glas-in-loodramen maken. Deze eeuwenoude traditie wist hij, evenals die van het keramiek, naar zijn hand te zetten en te vernieuwen, hierbij gestimuleerd door zijn vrouw. Kenmerkend zijn de sprankelende kleuren en de grote mate van symboliek, wat ze uitermate geschikt heeft gemaakt voor religieuze doeleinden. Dit is mede doorslaggevend geweest voor zijn enorme populariteit. Chagall werkte samen met de glazeniers uit het atelier van Charles Marq uit Reims. Dit atelier heeft ervaring met dit ambacht sinds de 15e eeuw, en medewerkers van Marq voerden nagenoeg alle glas-in-loodontwerpen van Marc Chagall uit.
Glas-in-loodramen zijn onder meer aangebracht in de kathedralen van Metz en Reims en in de St. Stefanuskerk in Mainz, waarvoor Chagall negen vensters ontwierp (de overige 18 vensters werden in dezelfde stijl door Charles Marq ontworpen).
In augustus 2008 werd in de kathedraal van Metz een in 1963 voltooid glas-in-loodraam van Marc Chagall door vandalen ernstig beschadigd. In het betreffende raam werden Adam en Eva uitgebeeld.

## Jodendom en kunst
Door het religieuze verbod op het afbeelden van mensen, waar het orthodoxe jodendom zich streng aan houdt, kwam een Joodse schildertraditie nooit serieus tot ontwikkeling. Dat gaf Joodse kunstenaars – die zich met joodse thema's wilden bezighouden – veel ruimte, omdat je je maar aan weinig conventies hoefde te houden. Er waren echter ook veel problemen, omdat typisch Joodse thema's niet bestonden en het referentiekader dus door de eerste generatie Joodse kunstenaars uitgevonden moest worden. Schilders als Chagall, Chaïm Soutine en Jacques Lipchitz doen vermoeden dat er toch al gauw een identiteit gevonden werd door de Joodse schilders, omdat hun werken erg op elkaar lijken wat thematiek en stijl betreft.
Chagalls positie en invloed zijn hierin niet te onderschatten. Behalve een van de oudste Joodse schilders, was hij ook de langst levende en heeft hij daardoor steeds een voortrekkersfunctie vervuld en groeide hij uit tot een baken voor andere kunstenaars, waaraan zij hun oeuvre konden toetsen. Zijn herinneringen aan zijn jeugd, die zijn belangrijkste inspiratiebron vormden, tonen allerlei Joodse thema's die daarvoor nooit afgebeeld waren. Rabbijnen, violisten, arbeiders uit het getto, synagogen, alles laat een Joodse cultuur zien die door anderen nooit eerder zo vrijelijk en liefdevol afgebeeld was, met al haar gebreken en pluspunten. 
Een kritische noot die hierbij vaak gehoord wordt, is dat Chagall in zijn bijna 98-jarige leven nooit een ander thema heeft aangepakt. Hij vierde als het ware zijn succes zonder nieuwe artistieke risico's te nemen. Daar staat tegenover, dat zijn werk in veel opzichten ook tijdloos kan worden genoemd en diep menselijke thema's vanuit Joodse optiek meesterlijk verbeeldt.

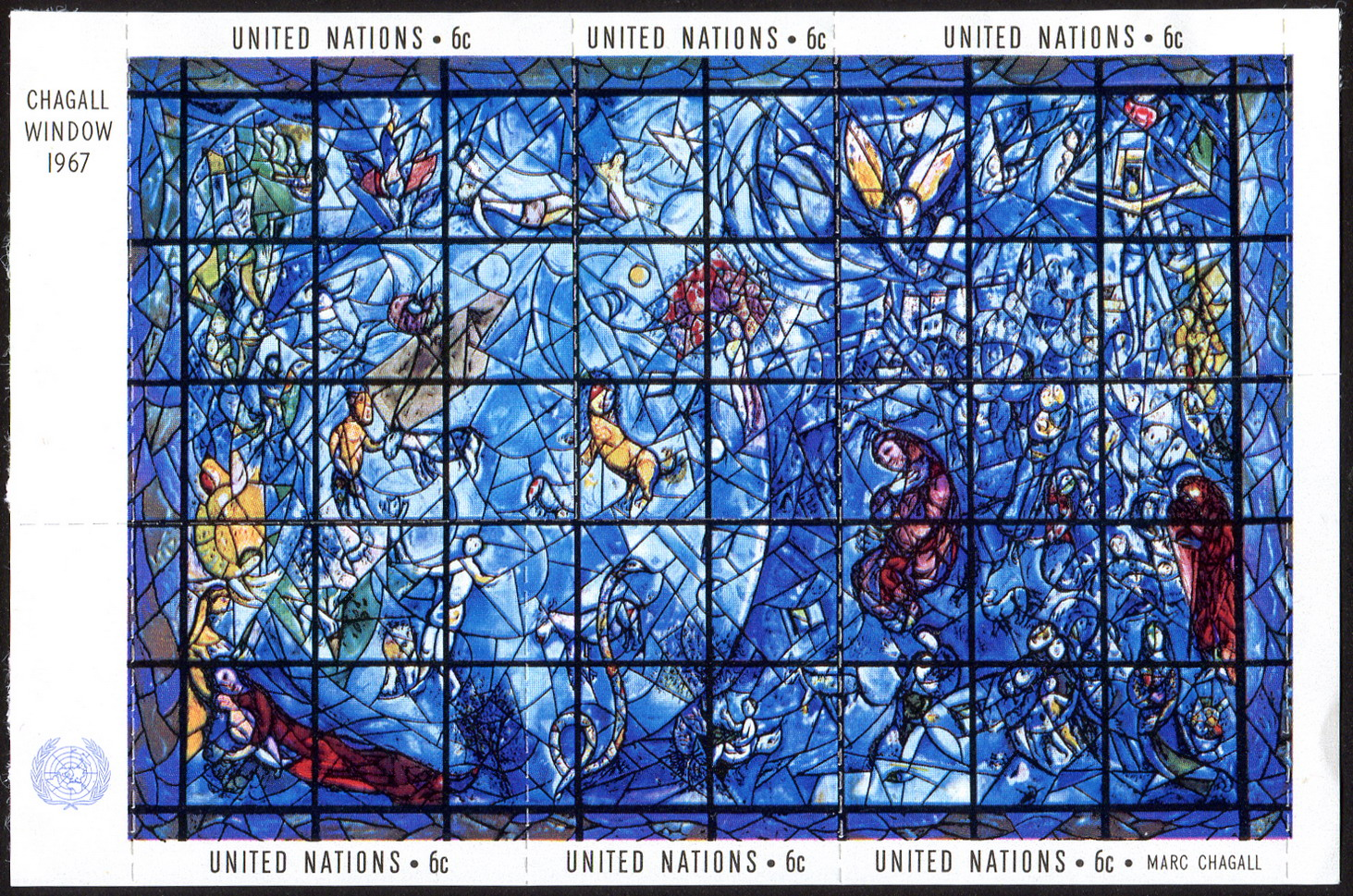
Glas-in-lood, 1967, Verenigde Naties, New York.

## Werken
- Jong meisje op de divan (Mariaska), 1907
- Zittend naakt in rood, 1908
- Zelfportret met penselen, 1909, Kunstsammlung Nordrhein-Westfalen, Düsseldorf
- Het gezin, 1909
- Russische bruiloft, 1909,  Collectie Bührle,  Zürich
- Het huwelijk, 1910
- De geboorte, 1910, Kunsthaus Zürich, Zürich
- Vrouw met boeket, 1910
- Het model, 1910
- Gewijd aan mijn bruid, 1911, Philadelphia Museum of Art,  Philadelphia
- Interieur II (Paar met geit, 1911
- Liggend naakt, 1911
- Ik en het Dorp, 1911, Museum of Modern Art,  New York
- De dichter (half vier), 1911, Philadelphia Museum of Art,  Philadelphia
- Rusland, de ezels en de anderen, ca. 1911–1912,  Musée national d'art moderne, Parijs
- Devant la maison au toit jaune, 1911–1912, Museum de Fundatie, Zwolle
- Hommage à Apollinaire, 1911–1912, Van Abbemuseum, Eindhoven
- De drinkende soldaat, 1911–1912,  Guggenheim Museum, New York
- De geboorte, 1912, Art Institute of Chicago
- Golgotha, 1912, Museum of Modern Art, New York
- Adam en Eva (de verleiding), 1912, Saint Louis Art Museum, Saint Louis (Missouri)
- De veehandelaar, Kunstmuseum Basel
- Het snuifje tabak, 1912
- De Violist, 1912–1913, Stedelijk Museum Amsterdam
- De Violist, 1911–1914, Kunstsammlung Nordrhein-Westfalen, Düsseldorf
- Zelfportret met zeven vingers, 1913, Stedelijk Museum, Amsterdam
- Au-dessus de Vitebsk, 1914
- De witte kruisiging, 1938, Art Institute of Chicago
- Madonna met de slee, 1947, Stedelijk Museum, Amsterdam
- plafondschildering in de grote zaal van Opéra Garnier, 1964, Parijs
- muurschilderingen The Sources of Music en The Triumph of Music, Metropolitan Opera House, 1966, New York

## Trivia
- In de van oorsprong Duitse musical Tanz der Vampire werd de rol van de Joodse herbergier genoemd naar Chagall.